# Adelheid Ohlig

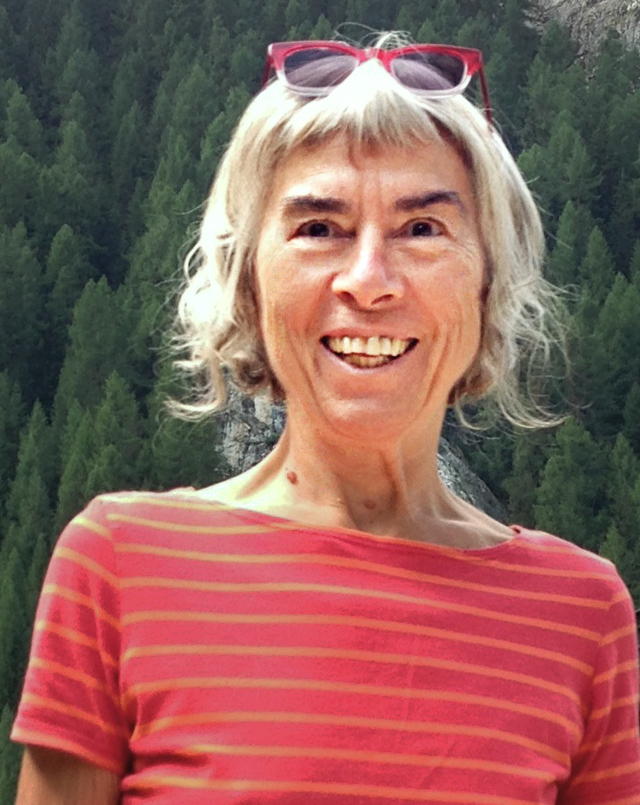
Adelheid Ohlig

Adelheid Ohlig (* 1945 in Frankfurt am Main) ist eine deutsche Journalistin, Autorin und Begründerin des international bekannten Luna Yoga. Sie praktiziert und lehrt seit den 1980er Jahren den inzwischen international verbreiteten und von ihr entwickelten Ansatz des Luna Yoga. Adelheid Ohlig bildet Luna-Yoga-Lehrerinnen aus und stellt dabei die Weisheit der Frau in den Mittelpunkt. Weltweit gibt sie Seminare.

## Werdegang
Adelheid Ohlig wuchs in Schloßborn (Taunus) auf (heute: Glashütten (Taunus)) und machte in Königstein im Taunus Abitur. Sie studierte in Germersheim, Mainz, Frankfurt am Main, Wien und Salzburg Publizistik und Sprachen. Adelheid Ohlig arbeitete mehrere Jahre als Journalistin, Dolmetscherin und Übersetzerin.
Ihr Weg zum Yoga begann 1967 während ihres Sprach- und Journalistik-Studiums bzw. auf den Reisen, die sie als Journalistin unternahm. In den 1980er Jahren erkrankte sie schwer. Sie suchte daraufhin nach alternativen Heilungsformen. Dabei stieß sie auf die israelische Tänzerin Aviva Steiner. Bei ihr ließ sie sich fortbilden. Yoga-Ausbildungen hatte sie bereits in Deutschland, Kanada, Indien und auf den Bahamas absolviert. Die patriarchalen und hierarchischen Regeln und
Richtlinien hielt sie allerdings nicht mehr für zeitgemäß. Bei ihrem persönlichen Heilungsweg erschloss sie sich verschiedene Therapieformen aus der ganzen Welt: Sie befasste sich mit Akupunktur, Ayurveda, authentischer Bewegung, Cranio-Sacral-Therapie, Homöopathie und Naturheilkunde. Daraus entwickelte sie das von ihr begründete Luna-Yoga ®  Seit 1983 unterrichtet sie Luna-Yoga ® weltweit.
Weiterhin arbeitet sie als Journalistin und schreibt Beitrage und Übersetzungen zu den Themen: Yoga, Ayurveda, Körperkunst, Heilweisen, Therapien, Frauen, Schamanismus und Ethnomedizin.

## Bibliografie
- Luna-Yoga – Der sanfte Weg zu Fruchtbarkeit und Lebenskraft – Tanz- und Tiefenübungen, Mosaik Goldmann, München 1991; 9. Auflage, (übersetzt: ins Englische, Französische, Italienische, Ungarische, Tschechische)
- yoga ist (k)ein kinderspiel, zytglogge Verlag, Bern 1992
- Yoga mit den Mondphasen, Walter Verlag Zürich/Düsseldorf 1999; inzwischen Knaur: Mens Sana Taschenbuch, München 2007
- Gute Reise und was zum Wohlfühlen dazu gehört – Gesundheits-Tipps für Körper, Geist und Seele, Nymphenburger Verlag, München 2002
- Die bewegte Frau – Luna Yoga für Gesundheit und Lebenslust, Nymphenburger Verlag, gebunden 2004, Hardcover 2007 (tschechische Übersetzung 2006)
- Das Wunschbuch – Wie man erlangt, was man ersehnt, Nymphenburger Verlag, München 2006; inzwischen Taschenbuch Knaur: Mens Sana Taschenbuch, München 2007
- Festschrift: Luna Yoga – Fest des Lebens – 25 Jahre Körperkunst und Heilweise, digiDruck, Wien 2008
- CD: Mit Luna Yoga durch den Tag – Übungen zum Entspannen und Auftanken, Kösel Verlag, München  2009
- CD: Geschmeidigkeit & Kraft – Panther und Tiger im Luna Yoga, Kösel, München 2010
- Chakra Luna Yoga, 7 × 7 Energieübungen – 49 Karten plus Begleitbuch, Nymphenburger Verlag, München 2013
- Luna Yoga für den Rücken: Entspannung finden, Kraft tanken, Audio-CD, Kösel Verlag, München 2013
- Luna Yoga bei Kinderwunsch – Übungen zur Anregung von Fruchtbarkeit und Kreativität, Audio-CD, Laufzeit 68 Minuten, 12-seitiges Begleitheft, ISBN 978-3-466-45859-2